# NAi Uitgevers
NAi Uitgevers is een voormalige uitgeverij gelieerd aan het Nederlands Architectuurinstituut (NAi) en gespecialiseerd in het uitgeven van boeken en tijdschriften over architectuur, stedenbouw, ruimtelijke ordening, beeldende kunst, fotografie en vormgeving.
Het grootste deel van de titels van NAi Uitgevers verscheen zowel in het Nederlands als het Engels. NAi Uitgevers ontstond als publicatieafdeling van het Nederlands Architectuurinstituut maar verwierf nadien al snel een onafhankelijke positie.
In 2012 fuseerde NAi Uitgevers met de Rotterdamse uitgeverij 010 tot nai010 uitgevers.